# Avventure nell'antica Roma
Avventure nell'antica Roma (The Roman Mysteries) è una serie di romanzi per ragazzi scritti da Caroline Lawrence ed ambientati nell'antica Roma.

## Personaggi

### I quattro detectives
- Flavia Gemina: ricca ragazza romana
- Jonathan Ben Mordecai: pessimista ragazzo ebreo
- Nubia: ragazza africana, ex schiava di Flavia
- Lupus: ragazzo muto con un tragico passato
- Scuto: il cane di Flavia

### Personaggi storici apparsi nella serie
- Plinio il Vecchio: ammiraglio e scrittore romano
- Plinio il Giovane: nipote di Plinio il Vecchio
- Tito: imperatore di Roma
- Berenice di Cilicia: amante ebrea di Tito
- Domiziano: fratello minore di Tito
- Gaio Svetonio Tranquillo: famoso storico promesso sposo di Flavia
- Caio Valerio Flacco: poeta romano di cui Flavia è innamorata
- Tito Flavio Giuseppe: famoso storico ebreo

## Libri della serie
| N° | Romanzo                                               | Anno |
| -- | ----------------------------------------------------- | ---- |
| 1  | I ladri di Ostia (The Thieves of Ostia)               | 2001 |
| 2  | I segreti del Vesuvio (The Secrets of Vesuvius)       | 2001 |
| 3  | I pirati di Pompei (The Pirates of Pompeii)           | 2002 |
| 4  | L'imperatore è in pericolo (The Assassins of Rome)    | 2002 |
| 5  | Il tesoro dei delfini (The Dolphins of Laurentum)     | 2003 |
| 6  | Il leone di Nubia (The Twelve Tasks of Flavia Gemina) | 2003 |
| 7  | The Enemies of Jupiter                                | 2003 |
| 8  | The Gladiators from Capua                             | 2004 |
| 9  | The Colossus of Rhodes                                | 2005 |
| 10 | The Fugitive from Corinth                             | 2005 |
| 11 | The Sirens of Surrentum                               | 2006 |
| 12 | The Charioteer of Delphi                              | 2006 |
| 13 | The Slave-girl from Jerusalem                         | 2007 |
| 14 | The Beggar of Volubilis                               | 2008 |
| 15 | The Scribes from Alexandria                           | 2008 |
| 16 | The Prophet from Ephesus                              | 2009 |
| 17 | The Man from Pomegranate Street                       | 2009 |

## Trasposizione
Dai romanzi della serie è stata tratta una serie televisiva intitolata Misteri di Roma.